# Incline Village
Incline Village è un census-designated place (CDP) degli Stati Uniti d'America, situato nella contea di Washoe dello Stato del Nevada. Nel censimento del 2010 la popolazione era di 8 777 abitanti. Appartiene all'area metropolitana di Reno-Sparks e si trova sulla riva settentrionale del lago Tahoe; si estende su una superficie di 55,79 km² (21,54 mi²), dei quali 55,76 km² (21,53 mi²) sono occupati da terre, mentre 0,54 km² (0,21 mi²) sono occupati dalle acque.
Fino al censimento dell'United States Census Bureau del 2010, Incline Village è stata considerata assieme a Crystal Bay nel census-designated place di Incline Village-Crystal Bay.

## Storia
Incline Village è stato fondato nel 1882 e l'ufficio postale venne aperto il 7 febbraio 1884.